# Alda Teodorani
Alda Teodorani (Massa Lombarda, 18 giugno 1968) è una scrittrice, traduttrice e poetessa italiana.
Ha spaziato tra vari generi letterari tra cui l'horror, il giallo, l'erotico e il Noir, spesso contaminando tra loro i vari generi. Dario Argento ha detto di lei: "I racconti di Alda Teodorani somigliano ai miei incubi più profondi".
All'attività di scrittrice affianca quella di traduttrice. Fin dai suoi esordi, nel 1990, ha determinato la sua vena "splatter" scrivendo sceneggiature di fumetti, ha pubblicato racconti in antologie, quotidiani e riviste. Insegna scrittura creativa ed è stata docente presso la Scuola Internazionale di Comics dal 2002 al 2022.

## Biografia
Ha esordito con il racconto Non hai capito nell'antologia Nero Italiano 27 racconti metropolitani  pubblicato nella collana degli Oscar Mondadori nel 1990. Con Carlo Lucarelli, Loriano Macchiavelli e Marcello Fois ha fondato il Gruppo 13 composto da scrittori e illustratori dell'area emiliano-romagnola. In quell'occasione è entrata in contatto con Luigi Bernardi, l'editore di Granata Press che ha pubblicato i suoi primi libri a partire dal 1991. Nello stesso anno, a causa delle difficoltà di tipo personale che incontra nella sua terra d'origine lascia il Gruppo 13 e si trasferisce a Roma, dove tuttora vive e dove sono ambientate molte delle sue opere: in particolare il suo primo libro, Giù, nel delirio, pubblicato nel 1991 da Granata Press, narra di una città degradata e Le radici del male, il volume successivo edito sempre da Granata Press nel 1993, in cui un serial killer che ama solo le piante e non le persone uccide a ripetizione in "un luogo di volta in volta allucinato, estremamente violento, crudele, disincantato, denudato, autistico, di solitudine e incomunicabilità quasi totali, nel quale tuttavia non mancano momentanei abbandoni, lontani barlumi".
Nel 1994, insieme a Fabio Giovannini e Antonio Tentori ha contribuito alla nascita della corrente letteraria Neo-Noir, che postula un noir visto "dalla parte di Caino".
Nel 1995 Teodorani firma per Rodeo Drive un contratto per la riscrittura del film ispirato a Il macellaio della autrice francese Aline Reyes e completa insieme al regista Tinto Brass una sceneggiatura intitolata Lola e il macellaio. Il progetto naufraga ancora una volta, e il regista userà alcune scene del copione già scritto per il film successivo, Monella, in cui il "macellaio" diventa un fornaio.
Scrittrice pulp ante-litteram, già dopo diversi anni di attività firma un contratto con Giulio Einaudi Editore per un racconto in antologia, Gioventù cannibale ma il suo tipo di scrittura splatter-pulp coi suoi temi di sangue coi suoi testi più violenti e popolari tra gli amanti del genere già la colloca di diritto a fare parte della generazione letteraria dei cosiddetti Cannibali.
Nel 2002, Teodorani pubblica in Francia un libro allora inedito in Italia, Belve - Cruatés per le Edizioni Naturellement e che entra nel novero dei libri in lizza al Prix Rosny-Aîné. Pubblicato l'anno successivo con il titolo Belve in Italia, il romanzo è stato oggetto di due tesi di laurea e di una relazione alla Conferenza Annuale dell'American Association for Italian Studies e della Canadian Society for Italian Studies 2017 presso la Ohio State University dal titolo Through the Eyes of the Beast: From Local Environmental Dystopia to Transnational Utopia di Danila Cannamela,  della University of St. Thomas. Sempre nel 2002, partecipa come relatrice agli incontri dell'Università degli Studi di Roma "La Sapienza" dedicati all'editoria indipendente. A settembre dello stesso anno alla Festa Nazionale di Liberazione, Dario Argento presenta insieme a lei la riedizione di Le radici del male (Addictiions).
Nel 2003, Teodorani è relatrice a  'Addio alle armi' la terza edizione di "Carovane", convegno organizzato a Piacenza con il contributo della Provincia e del Comune di Piacenza.
Nel 2004 è tra i fondatori del Convegno Roma Noir appuntamento annuale nato in seno al Dipartimento di Studi filologici linguistici e letterari dell'Università La Sapienza di Roma, tenendo conferenze in seno al Convegno e facendo parte della giuria del concorso letterario a esso legato anche nelle successive edizioni e facendo parte del comitato scientifico.
Nel giugno del 2005 è invitata all'università di Würzburg in Germania, dove tiene un seminario sulla sua scrittura e nel settembre del 2006, a Ravenna, partecipa al festival del giallo e del noir italiani Giallo luna Nero notte. Nello stesso anno inizia la collaborazione con il Premio Letterario Profondo GIallo patrocinato da Roma Capitale, dalla Regione Lazio e da Il Giallo Mondadori, facendo parte della giuria nelle edizioni 2005 e 2006. Sempre nel 2005, insieme a Elena Clementelli, Silvia Brè e Walter Mauro fa parte della giuria del concorso letterario IOscrivo di Perrone editore.
Nel 2006, con Bloody Rainbow (Hacca) la scrittrice raccoglie interviste e bibliografia critica in un unico volume, che sarà presentato al salone del libro di Torino da Alan Altieri.
I suoi racconti hanno ispirato i film di Appuntamenti Letali (2006), DVD realizzato con il patrocinio del portale Filmhorror, comunità di film-maker indipendenti. Sempre nel 2006 realizza un CD di musica e spoken word, Coltelli, contenente la lettura di un suo racconto, che viene poi stampato e distribuito dalla casa editrice Underground Press nel 2006 e dal quale viene tratto il cortometraggio omonimo per la regia di Paolo Fazzini.
Nel 2008, esce I sacramenti del male nella collana Il Giallo Mondadori, "della grande Alda Teodorani, quattro racconti lunghi per un instant-classic del genere 'Eros & Thanatos' eseguito con straordinario piglio letterario" (Alan D. Altieri) presentato per la prima volta nel corso della manifestazione Notte Noir a Soleto.
Nel 2009, Teodorani è relatrice al Convegno Genius Loci - Il Genere a Roma oggi: ovvero il Giallo e il Noir, la Fantascienza e il Fantastico nella produzione multimediale che si svolge all'Università degli Studi di Roma Tor Vergata e collabora con lo storico gruppo di musica elettronica sperimentale Le Forbici di Manitù (che aveva già realizzato con Luther Blissett Luther Blissett: The Original Soundtracks). La sinergia tra la scrittrice e la band porta alla realizzazione di un CD musicale nel quale Le Forbici di Manitù presentano brani inediti e canzoni che contengono inserti voce della stessa Teodorani, intitolato L'isola (2010): il CD è ispirato all'omonimo racconto della scrittrice (stampato nel booklet allegato al CD, con illustrazioni della mail-artist Emanuela Biancuzzi). L'isola uscirà poi nel 2011 in Francia per Les éditions de l'Antre.
Nel 2011, la sperimentazione prosegue con la ristampa di brani voce già editi nel libro Quindici desideri (Dario Flaccovio Editore 2005) e presentati al convegno europeo Europa und die romanische Welt, svoltosi a Saarbrücken nel settembre 2005: la nuova edizione è il prodotto DIY 15 desideri, disco di 15 gruppi che accompagnano la voce della Teodorani nei quindici brani erotici in confezione DVD contenente anche il libro con i brani in 4 lingue (italiano, francese, tedesco e inglese, illustrato da 15 artisti underground. 15 desideri vede la partecipazione di 19 produttori indipendenti (tra cui la stessa autrice), e vi collaborano, tra componenti delle band, disegnatori, traduttori, grafici, coproduzioni, più di 70 persone. Sempre nel corso del 2011, la Kipple Officina Libraria conclude un accordo con la scrittrice e apre un nuovo progetto denominato Alda's Corner, uno spazio web che contiene diversi lavori della Teodorani in formato E-book, (tra cui il suo libro cult, Organi, e Belve, completamente rivisto dalla pubblicazione avvenuta in precedenza per i tipi Addictions e stampato da Cut-Up). Nello stesso spazio, a corredo delle opere narrative, sono presenti interviste, recensioni, illustrazioni e audioracconti in MP3. A maggio dello stesso anno, come ospite/case history, Teodorani tiene il workshop Gli strumenti di web marketing per le case editrici nell'ambito della manifestazione "immersioni Libri" a Roma.
Nel 2012 Teodorani è docente di scrittura creativa di Plotfarm, patrocinato da Roma Capitale in collaborazione con la Biblioteca Elsa Morante.
All'inizio del 2016, la Teodorani pubblica con Stampa Alternativa un libro non di genere, ambientato nell'Emilia-Romagna degli anni Settanta, dal titolo Gramsci in cenere, che nel maggio 2016 vince il premio come migliore libro nell'ambito del Premio Bancarella nelle scuole. Nello stesso anno, per Delos Books, viene pubblicata in ebook una serie di lavori dell'autrice in una collana dedicata dal titolo "La Regina Nera".
Nel settembre del 2016 la passione animalista dell'autrice, più volte dichiarata fin dalle prime interviste sfocia in Animali da Macello - Una storia bestiale, pubblicato da Stampa Alternativa nella collana Strade Bianche e che Teodorani firma insieme a Simonetta T. Hofelzer.
Ad aprile 2017 Teodorani è invitata ai "Colloques" Licolar 2017 presso l'Università di Aix-Marseille ad Aix-en-Provence dove partecipa con una relazione su fumetto e graphic novel horror italiani. Lo stesso mese segna il ritorno all'horror di Teodorani con il volume Snake il vampiro.
Nel 2018 pubblica con la casa editrice Fahrenheit il pamphlet Uomini senza.
Alda Teodorani è inserita nella Storia della Letteratura Italiana del XX secolo

## Opere

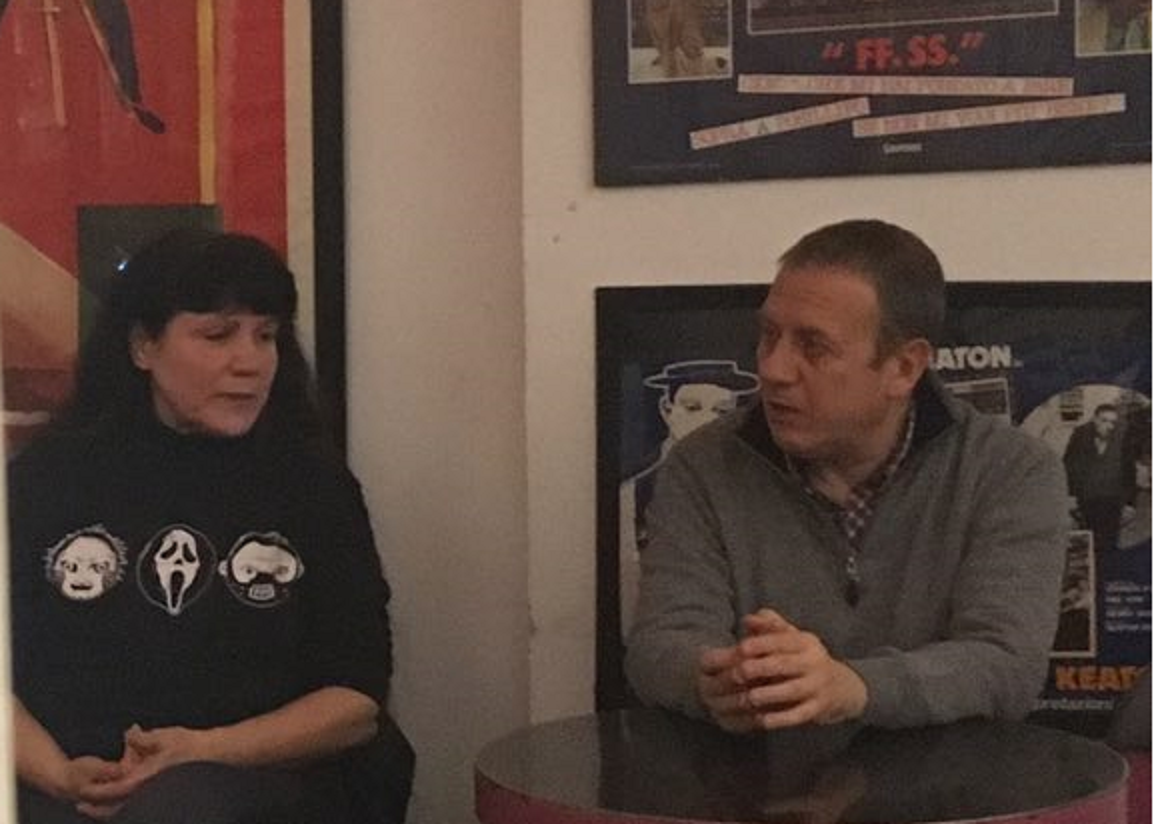
Alda Teodorani con Antonio Tentori.

### Libri (selezione)
- Giù, nel delirio, Granata Press, 1991
  - in Le radici del male
- Le radici del male, Granata Press, 1993
  - Le radici del male, Addictions, 2002
  - in I sacramenti del male, Mondadori, 2008
  - Le radici del male, Mezzotints, 2013 (e-book)
- Fiore oscuro, Il Minotauro, 1995
- Il segno di Caino, Datanews, 1995
- Labbra di sangue, Datanews, 1997
  - Labbra di sangue, Larcher, 2002
- Sesso col coltello, Stampa Alternativa, 2001
  - Sesso col coltello, Delos, 2016 (e-book)
- Organi, Stampa Alternativa, 2002
- Belve - Cruautés, Naturellement, 2002
  - Belve, Addictions, 2003
  - Belve, Kipple, 2008 (e-book)
  - Belve Final Cut, Cut Up, 2011
- La Signora delle torture, Addictions, 2004
  - La signora delle torture, Delos, 2016 (e-book)
- Quindici desideri, Dario Flaccovio Editore, 2004 (libro + CD)
  - Alda Teodorani presents 15 desideri, Deny Everythings, 2011 (libro + CD)
  - Quindici desideri, Delos Digital, 2016 (e-book)
- Incubi, Halley Edizioni, 2005
- Bloody Rainbow, Hacca, 2006
- L'Isola, Les Editions de l'Antre, 2011
- Gramsci in cenere, Stampa Alternativa, 2016
- La Collezionista di organi, Profondo Rosso, 2016
- Snake - Il vampiro della città morta, Watson Edizioni, 2017
- Uomini senza, Fahrenheit Edizioni, 2018
- Memorie da Wikipedia, Rogas, 2020
- Quando gli alberi diventano neri. Memorie di una giovane cannibale, Future Fiction, 2022
  - Quando gli alberi diventano neri, Delos Digital, 2022

### Racconti (selezione)
- Non hai capito, in Nero Italiano - 27 racconti metropolitani, Arnoldo Mondadori Editore, 1990
- La Vie en Rouge in Horror Erotico, Stampa Alternativa, 1995
- Capricci in NeoNoir - Deliziosi raccontini col morto, Stampa Alternativa, 1995
- Sottoterra in Cuore di pulp, Stampa Alternativa, 1997
- E Roma piange in Gioventù cannibale, Einaudi, 1996
- Et Rome pleure in Jeunesse Cannibale, Naturellement, 2000
- Fame d'amore in Bambini assassini, Stampa Alternativa, 2000
- Variazioni sul tema in Killers & Co., Sonzogno, 2003
- Non hai capito in Estate Gialla 1996, Il Giallo Mondadori, 2006
- Una questione di genere in Anime nere - reloaded, Arnoldo Mondadori Editore, 2008, ristampato in Anime nere - reloaded, Arnoldo Mondadori Editore, 2009
- Il sangue dell'anima in Il mio vizio è una stanza chiusa, Il Giallo Mondadori, 2009
- App Maps in Sorridi siamo a Roma, Ponte Sisto Edizioni, 2017

## Filmografia

### Soggettista
- 2006: Il virus, di Cristian Arioli
- 2006: Il corpo del gatto, di Alfonso Balzano
- 2006: Piccole annotazioni per un amore impossibile, di Gianni Catani
- 2006: Fiore, di Giulio Ciancamerla
- 2006: Parassiti in bianco, di Gambini e Stocchi
- 2006: Le Gambe di Leonardo - Un altro racconto, di Chiara Pavoni
- 2006: Fame d'amore, di Adriano Razzi
- 2006: Fame (Hunger), di Mario Alves Rebehy
- 2006: Nuova edizione, di Cristian Tafani
- 2006: L'amore ritrovato, di Paolo Vandoni
- 2007: Appuntamenti letali, di AA.VV., Filmhorror
- 2007: Alda Teodorani racconta Dario Argento, testo e interprete, di Enrico Pagliara
- 2008: Coltelli, testo e interprete, di Paolo Fazzini

### Camei
- 1996: L'arcano incantatore, di Pupi Avati
- 1996: Festival, di Pupi Avati
- 2016: Undercover Mistress, di Giulio Ciancamerla.

## Archivio
Il fondo Alda Teodorani si trova presso la biblioteca Carlo Venturini di Massa Lombarda.